# Быковский авиационный ремонтный завод
Быко́вский авиацио́нный ремо́нтный заво́д — советский и российский завод по ремонту и обслуживанию воздушных судов гражданской авиации, располагавшийся в подмосковном посёлке Быково. Испытательные полёты выполнялись на аэродроме Быково, непосредственно примыкавшем к территории завода.

## История
История завода начинается с образования в 1931 году приказом Управления сельскохозяйственной авиации Наркомзёма СССР Ремонтных мастерских Московской авиабазы сельскохозяйственной авиации. 
Место для создания мастерских было выбрано рядом с подмосковным посёлком Быково на большом, удобном для взлёта и посадки самолётов, поле. По плану строительства в состав предприятия входили: взлётно-посадочная полоса, производственные корпуса для ремонта самолётов и моторов, склады, шесть бараков для жилья строителей, рабочих и служащих, ангар для самолётов. К середине 1932 года было дополнительно начато строительство двухэтажного жилого дома в соседнем посёлке Удельная со столовой и «красным уголком». 
В 1935 году было создано Ремонтно-техническое управление в составе Главного управления гражданского воздушного флота (ГУГВФ). Это повлияло на организацию всех авиаремонтных предприятий, в том числе, и на Быковские ремонтные мастерские. Все предприятия были переведены на полный самостоятельный финансовый расчёт с возможностью самостоятельного поиска работ и заключения договоров, что способствовало расширению объёма работ. 
В феврале 1937 года в связи с ростом объёмов работ мастерские были преобразованы в Завод № 241 гражданского воздушного флота (ГВФ). Однако, после возвращения завода из эвакуации в 1942 году по решению ГУГВФ он был вновь переименован в Авиационную ремонтную базу (АРБ) № 402 ГВФ. 
Во время  войны завод был на короткий период эвакуирован в Новосибирск, где в сложных условиях за месяц было возобновлено производство десантных планёров, ремонт самолётов и моторов, также выпускались детали снарядов для реактивных миномётов. Однако, уже в начале 1942 года завод вернули в Быково на привычную производственную площадку для приближения к фронтовым аэродромам и сокращения сроков ремонта повреждённой авиатехники. Завод выпускал для фронта  десантные планёры КЦ-20 конструкции инженеров Д. Н. Колесникова и П. В. Цыбина, а также переоборудовал самолёты По-2 в санитарные варианты С-2 и С-3.
В период освоения реактивной гражданской авиации на заводе были освоены новые виды авиатехники и технологии ремонта, так в 1960 году успешно освоен ремонт самолёта Ил-18, а в 1963 году — ремонт вспомогательной силовой установки ТГ-16 Ил-18, Ан-24 и других. С 1963 по 1980 годы два отремонтированных и подготовленных на заводе самолёта Ил-18Д совершали полёты в Антарктиду для снабжения советских научных станций на южном континенте.
В 1964 году с созданием Министерства гражданской авиации СССР (МГА СССР) завод был переименован в Авиационный ремонтный завод № 402 гражданской авиации (АРЗ № 402 ГА).
В 1984 году завод получил заказ Внешнеторгового объединения «Авиаэкспорт» и в 1985 году начал ремонт авиационных двигателей Д-30, используемых иностранными заказчиками.
АРЗ № 402 ГА был преобразован в Открытое акционерное общество (ОАО) «Завод № 402 ГА» в 1994 году, а в 1995 году стал именоваться ОАО «Быковский авиационный ремонтный завод» (БАРЗ).
В 1997 году на тогдашнего генерального директора завода Владимира Черняева было совершено покушение, связанное с конфликтом из-за собственности на площадке аэропорта Быково. Впоследствии завод из-за резкого сокращения объема заказов претерпел ещё ряд преобразований и сокращений, а затем был ликвидирован в 2011 году (практически вместе с аэропортом и аэродромом Быково, которых постигла та же судьба).
Часть коллектива завода продолжила деятельность в области ремонта авиационных агрегатов на созданном в 2003 году Быковском агрегатном заводе. Завод проводил ремонт вспомогательных двигателей ТГ-16, воздушных винтов АВ-68И, ряда комплектующих изделий для самолётов Ил-76, Ил-18, Як-42, авиационных двигателей Д-30 и НК-8-2.

## Продукция
Изначально в ремонтных мастерских был начат ремонт самолётов У-2 и их моторов М-11. Первые два самолёта поступили в ремонт в конце 1931 года. Ангар ещё не был построен и самолёты ремонтировали под открытым небом или под деревянными навесами. По мере освоения ремонта в мастерских начали даже самостоятельное производство ряда составных частей (фюзеляжа, крыла, стабилизатора). С ремонтом моторов было сложнее, но в отсутствие специализированного помещения их ограниченный по объёму ремонт выполняли в оставшихся на стройплощадке покинутых жилых избах.
Во второй половине 1930-х годов в мастерских был проведён переход от традиционного метода ремонта бригадами универсальных специалистов 
к промышленно-стендовому методу, предусматривающему разделение труда между специализированными бригадами (слесарей, электриков, обойщиков и др.). Расширялось и применение механизации работ. К этому времени в мастерских на основе опыта ремонта самолётов У-2 и По-2 уже были освоены ремонт и переоборудование почтовых и разведывательных самолётов П-5/Р-5. Пришедший в 1936 году на должность главного инженера мастерских А. Н. Рафаэлянц при поддержке начальника мастерских И. Я. Елькина реализовал свою идею о переоборудования военных Р-5 и почтовых П-5 в пассажирский самолёт ПР-5, которые оказались очень востребованы в ГВФ. Сконструированные Рафэльянцем самолёты Раф-11 и Раф-11бис также выпускались на заводе в 1937—1940 годах. Кроме того, активно развивалось производство ремонта авиационных моторов М-11, а затем и М-17 для Аэрофлота.
Незадолго до начала войны заводу было поручено производство двадцатиместных планёров КЦ-20. Первый опытный экземпляр планёра был построен к октябрю 1941 года. Впоследствии он выпускался ограниченной серией (до 70 экземпляров).
В 1942 году было освоено переоборудование самолётов По-2 в санитарные варианты С-2 и С-3.
В конце 1944 года было начато освоение ремонта авиационных двигателей АШ-62ИР и самолётов Ли-2. В связи с этим в первом квартале 1945 года был прекращён ремонт устаревающих двигателей М-17. Первые отремонтированные экземпляры обоих покинули цеха завода в 1945 году. В 1946 году на заводе была внедрена технология пористого хромирования цилиндров для повышения надёжности двигателей АШ-62ИР.  
К началу 1950-х годов важной для специалистов завода стало надёжности и комфорта самолётов Ли-2. Для решения этой задачи в 1951 году совместно с НИИ ГВФ была проведена модернизация самолёта путём установки новых средств связи, навигации и посадки, новое противопожарное оборудование, противообледенительные системы фонаря кабины пилотов, стабилизатора, крыла и воздушных винтов, автоматические бензоподогреватели пассажирского салона. Всё это обеспечило повышение безопасности полётов и возможность полётов в сложных метеоусловиях. 
На 1950-е годы пришлось существенное расширение продукции завода:
- в 1951 году завод начал выполнять ремонт массового советского самолёта Ан-2;
- в 1956 году вышел из ремонта первый вертолёт Ми-4, а в 1957 году был освоен ремонт двигателя этого вертолёта АШ-82В и главного редуктора вертолёта Р-5;
- к 1958 году был освоен ремонт реактивного двигателя РД-3М самолёта Ту-104.

Также в 1958 году началась подготовка производства для капитального ремонта на заводе самолётов Ил-18, их агрегатов и двигателей. Позднее (уже в 1960-х годах) было выполнено освоение ремонта вертолётов Ми-6. Первый отремонтированный самолёт Ил-18 взлетел в 1960 году, а первый отремонтированный вертолёт Ми-6 — в 1965 году.
В период 1974 — 1978 годы и вплоть до 1984 года был освоен и массово выполнялся ремонт двигателей Д-30 первой и второй серий. 
К 1976 году освоен и начат ремонт вертолётов Ми-8.
К началу 1980-х годов началась подготовка к ремонту самолётов Ил-76Т, первый отремонтированный самолёт взлетел уже в 1980 году.
В 1984 году началось освоение технического обслуживания и ремонта (ТОиР) самолёта Як-42, а в 1985 году совместным приказом МАП СССР и МГА СССР завод был определён головным предприятием по обеспечению ТОиР самолёта Як-42. Первый самолёт Як-42 № 42524 поступил на завод для проведения работ 1 декабря 1989 года.
В 1988 году начат ремонт авиационных двигателей для Минобороны СССР.
С появлением новой авиатехники завод в 1997 году совместно с АНТК им. А. Н. Туполева начал  подготовку к ремонту самолётов Ту-204, кроме того, в 1999 году начали подходить сроки ремонта двигателей Д-36 самолёта Як-42 и завод также начал подготовку производства для проведения их ремонта.

## Производственная база
К середине 1932 года в основном была построена первая очередь производственной базы мастерских и было дополнительно начато строительство двухэтажного жилого дома в соседнем посёлке Удельная со столовой и «красным уголком». В 1938 году по результатам посещения Завода № 241 начальником ГУГВФ В. С. Молоковым и его указания Проектно-изыскательной конторе «Аэропроект» было начато проектирование и строительство второй очереди производственной базы завода (столярный цех, второй ангар, склады и ещё два жилых дома в посёлке Удельная). Почти все объекты были введены в строй до конца 1939 года.
В первый год войны в связи с усилением бомбардировок аэродрома Быково завод был эвакуирован в Новосибирск, где в сложных условиях за месяц было возобновлено производство десантных планёров, ремонт самолётов и моторов, также выпускались детали снарядов для реактивных миномётов. Однако, уже в начале 1942 года завод вернули в Быково на привычную производственную площадку для приближения к фронтовым аэродромам и сокращения сроков ремонта повреждённой авиатехники. 
В послевоенный период значительный шаг развитию производственной базы был связан с освоение ремонта  двигателей АШ-62ИР и самолётов Ли-2. Для ремонта бортового оборудования самолётов были созданы контрольно-проверочные стенды и технологическая оснастка, что позволило выполнять ремонт приборов и агрегатов собственными силами без отправки на другие предприятия. С приходом к руководству многолетнего директора завода А. Н. Шахова был разработан и реализован план реорганизации и специализации производства, предусматривавший создание на базе самолётосборочного цеха нескольких новых цехов: для ремонта самолётных агрегатов, ремонта воздушных винтов, подготовки производства, ремонта служебно-бытового оборудования самолётов и малярного цеха. 
В 1954 году главный инженер завода Николай Иванович Павловский совместно с НИИ ГВФ (от НИИ ГВФ ведущим по теме был Николай Николаевич Смирнов (Q107495267), впоследствии известный учёный, заслуженный деятель науки и техники РСФСР) предложили организовать поточно-стендовый метод ремонта самолётов Ли-2. При этом технологический цикл ремонта разбивался на 12 стендов (мест выполнения работ), между которыми самолёт перемещался для выполнения на каждом стенде оптимизированного числа операций с использованием ремонтных комплектов, которые также оптимизировались по составу и времени доставки для каждого стенда. К концу 1955 года новая схема заработала. Сроки ремонта и простои самолётов сократились, себестоимость ремонта снизилась на 9%, а производительность труда выросла на 18%. Завод стал первым в отрасли, освоившим такой метод ремонта, впоследствии применённый также и для ремонта на заводе самолётов Ан-2. 
В конце 1950-х годов в связи с освоением ремонта реактивных двигателей РД-3М на заводе была построена первая в практике отечественной гражданской авиации станция для испытаний реактивных двигателей с полным шумоглушением. Позднее, для капитального ремонта на заводе самолётов Ил-18, их агрегатов и двигателей, потребовалось дополнительно смонтировать на заводе свыше ста комплектов специального оборудования и оснастки.
В 1973 году на заводе введён в строй вычислительный центр, который к 1977 году был модернизирован и перенесён в новое здание. На основе этого центра на заводе была внедрена автоматизированная система управления производством АСУ-4, которая позволила снизить потребность в оборотных средствах и повысила рентабельность завода.
Накопленный опыт автоматизации производства позволил к 1979 году внедрить на заводе систему комплексного управления качеством ремонта авиатехники.
В 1981 году на заводе была создана Группа расшифровки и анализа полётной информации, зарегистрированной бортовыми устройствами регистрации параметров полёта. Группа была оснащена наземным устройством обработки полётных данных на базе персональной ЭВМ и проводила обработку полётной информации для самолётов Ил-76 и Як-42 в интересах повышения безопасности полётов и эффективности лётных испытаний в рамках заводских полётов.
После приватизации завода в 1995 году была проведена реорганизация производства. Были образованы три самостоятельных направления: самолётное, двигательное, агрегатное и новые вспомогательные службы (коммерческая, финансовая, режима и безопасности, подготовки производства и развития предприятия). Был введён в строй реконструированный под новые технологии малярно-смывочный цех. На базе малярного цеха были реализованы современные технологии окраски самолётов полиуретановыми лако-красочными материалами .

## Руководители
- Даниил Романович Хлестаков(1931—1933)[32]
- Павел Иванович Шумилов (1933—1935)[32]
- Иосиф Яковлевич Елькин (1935—1937)[32]
- Андрей Сергеевич Черняков (1937—1947)[32]
- Андрей Николаевич Шахов (1947—1970)[32]
- Владимир Васильевич Кузькин (1970—1974)[33]
- Анатолий Иванович Харитонов (Q117719935) (1974—1980)[34]
- Валентин Николаевич Кузьменко (1980—1983)[34]
- Иван Трофимович Волков (1983—1988)[35]
- Константин Константинович Денисов (1988—1995)[35]
- Владимир Григорьевич Черняев (1995—1998)[36]
- Вячеслав Дмитриевич Байбиков (1998—1999)[36]
- Андрей Александрович Рыбин (1999—2001)[37]
- Дмитрий Николаевич Томас (2001—200?)[37]
- Виктор Васильевич Глазков (200?—2003[12])[38]

## Награды
- Орден Октябрьской Революции (09.02.1973)[39][2]
- Завод занесён в «Ленинскую юбилейную книгу трудовой славы» МГА СССР (1971)[22]